# Reformierte Kirche Donat GR

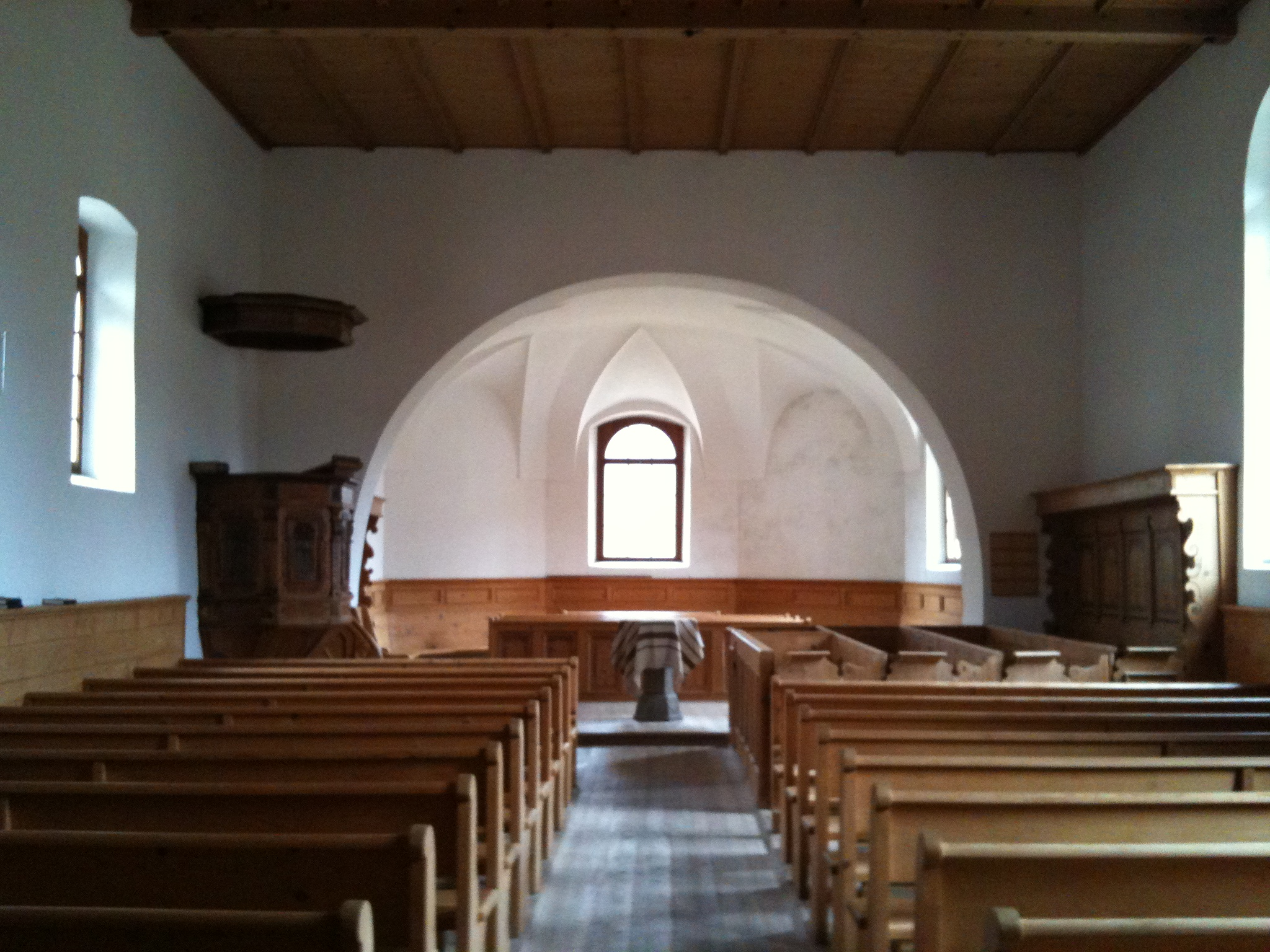
Blick auf den Chor

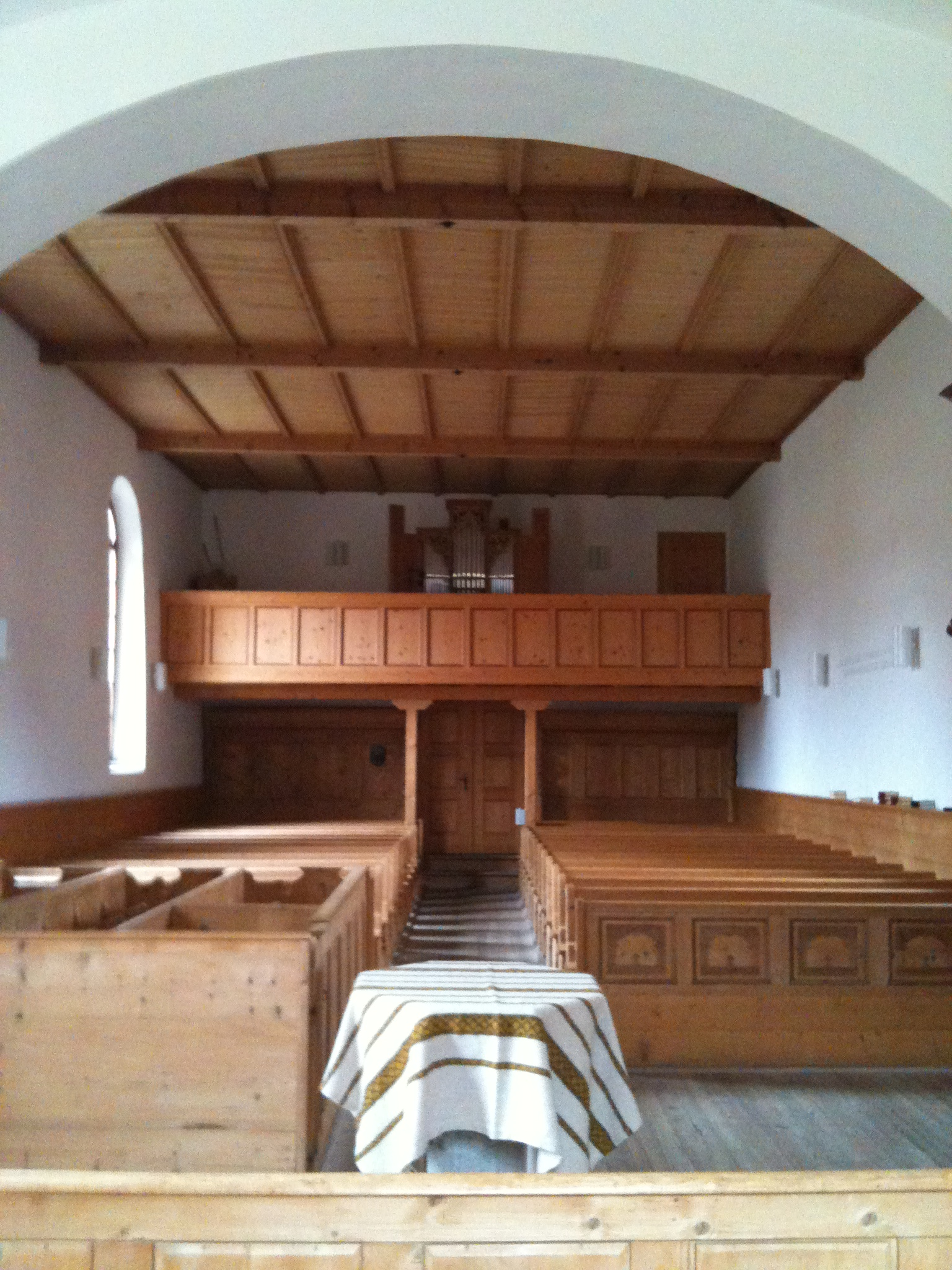
Blick über den Taufstein in den Kirchenraum, auf Empore und Orgel

Die reformierte Kirche in Donat am Schamserberg in der Gemeinde Muntogna da Schons ist ein evangelisch-reformiertes Gotteshaus unter dem Denkmalschutz des Kantons Graubünden.

## Geschichte
Ersturkundlich bezeugt ist die Kirche 1463 unter dem Patrozinium des heiligen Georg. Die Kirche war zu dieser Zeit stets Filialkirche von St. Martin in Zillis. Donat schloss sich 1530 der Reformation an. Von 1627 bis 1863 bildete Donat eine kirchliche Gemeinschaft mit den Dörfern des unteren Schamserbergs mit eigener Pfarrperson, seitdem wird es wieder von Zillis aus pastorisiert.

## Ausstattung
Der zum Talgrund hin an die Kirche angebaute Turm mit einstöckiger Glockenstube trägt einen hohen Spitzhelm über Wimpergen. Im Kircheninneren ist die polygonale Kanzel mit Schalldeckel dem Chor linksseitig vorgelagert. Im Zentrum des Chors, der dreiseitig geschlossen und durch einen Rundbogen vom Kirchenraum separiert ist, steht ein Taufstein, der auch als Abendmahlstisch fungiert.
Die 1972 von der Orgelbau Felsberg erstellte pedallose Orgel verfügt über 1 Manual und 5 Register. Sie steht auf der Empore über dem Eingangsbereich.

## Kirchliche Organisation
Die Evangelisch-reformierte Landeskirche Graubünden führt Donat als Predigtstätte der Kirchgemeinde Zillis/Schamserberg.

## Galerie

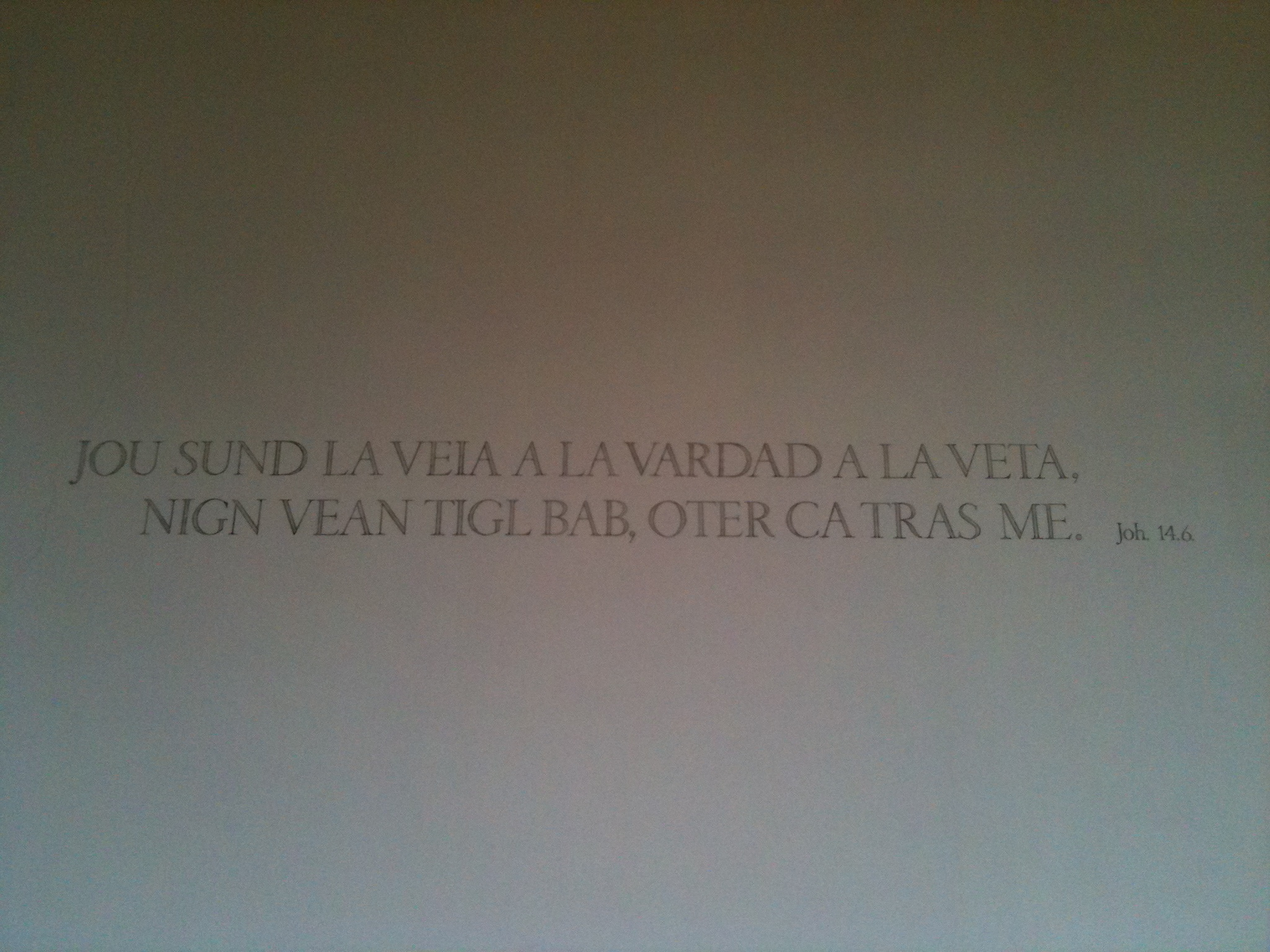
Wandspruch auf Sutselvisch: Ich bin der Weg und die Wahrheit und das Leben. Niemand kommt zum Vater denn durch mich" (Johannes 14,6)
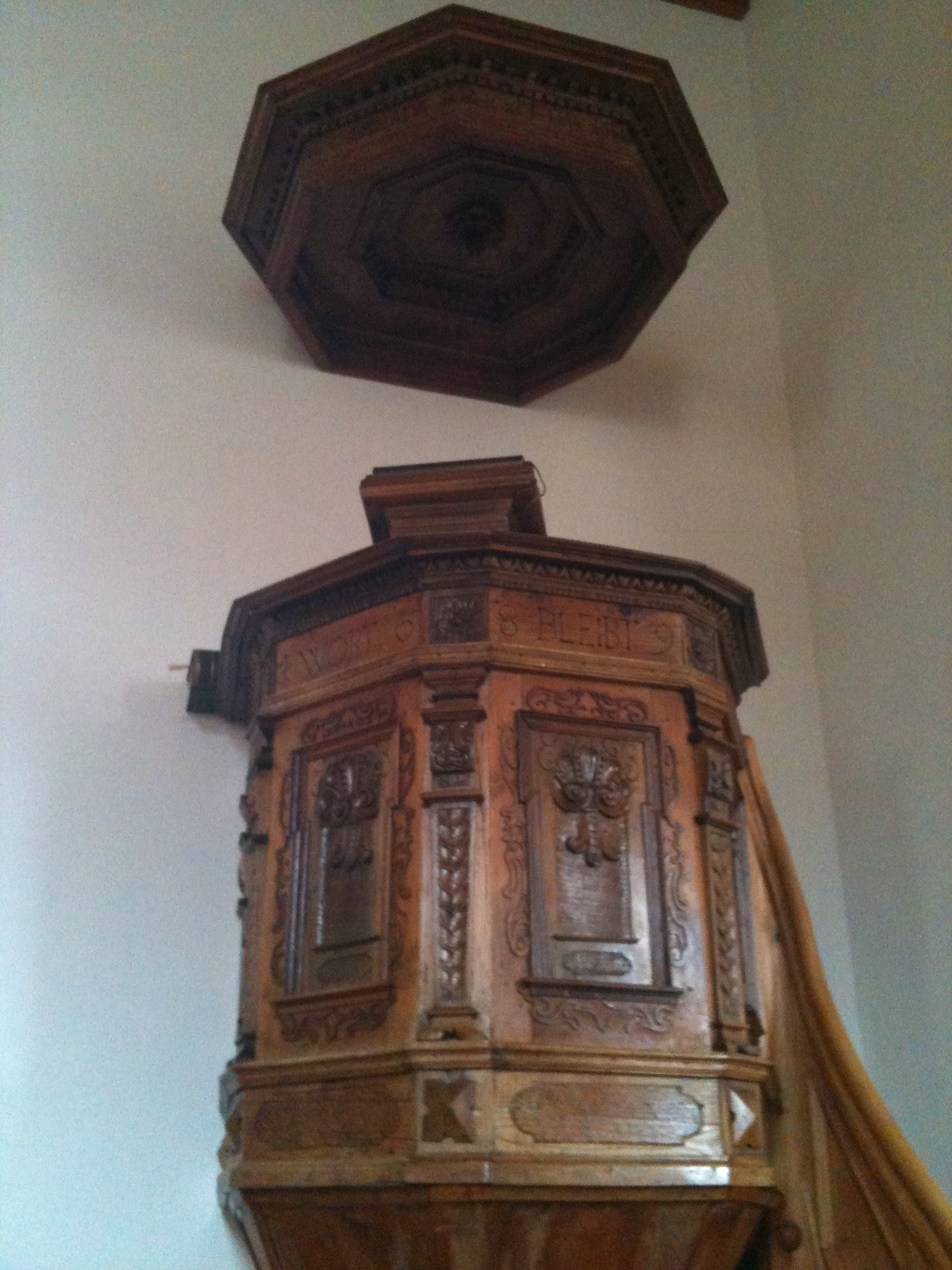
Kanzel